# Шарбе, Алкуин Августович
 Алкуин Августович Шарбе  (1823—1873) — доктор философии и древней филологии Казанского университета; действительный статский советник (1866).

## Биография
Сын Августа Васильевича Шарбе, родился в Сарау (в Пруссии) в 1820 году . Учился в местной гимназии, где его отец был директором. Переехав в 1833 году вместе с отцом в Казань, он несколько лет спустя поступил в Казанский университет, курс которого по историко-филологическому факультету окончил в 1843 году со степенью кандидата. В том же году 13 сентября он был назначен старшим учителем греческого языка Казанской гимназии, а с января следующего года исполнял ещё обязанности библиотекаря гимназии. Получив 15 февраля 1846 году степень магистра философии, Шарбе в конце 1850 года был переведён старшим учителем во 2-ю Казанскую гимназию, в которой оставался до исключения греческого языка из предметов гимназического курса, после чего 30 апреля 1852 года был назначен штатным лектором немецкого языка в Казанском университете.
Защитив в апреле 1851 года докторскую диссертацию «De Aristophanis Acharnensibus» (Казань, 1851) и получив степень доктора философии и древней филологии, Шарбе приобрёл право на занятие профессорской кафедры. Однако, когда 16 января 1860 года он был избран в адъюнкты русской словесности, то избрание это не было утверждено, вследствие чего в следующем году он перевёлся на службу в Петербургское аудиторское училище, где занял должность инспектора классов. В этой должности он принимал участие в работах по преобразованию аудиторского училища в Военно-юридическое училище и академию.
А. А. Шарбе скончался в Санкт-Петербурге в 1873 году.
Был награжден Орденом Св. Станислава 2-й ст. с императорской короной (1862) и орденом Св. Анны 2-й ст. (1864).
Кроме вышеуказанной диссертации, ему принадлежит ещё несколько сочинений, например, «Сновидение Сципиона, сына Цицерона» (перевёл и объяснил А. Шарбе, Казань, 1853 г.).

## Источник
- Шарбе, Алкуин Августович // Русский биографический словарь : в 25 томах. — СПб.—М., 1896—1918.
- Шарбе, Алкуин Августович // Список гражданским чинам IV класса : Испр. по 1-е февр. 1868 г. — С. 873.